# Sendangsari (Pengasih)
Sendangsari is een bestuurslaag in het regentschap Kulon Progo van de provincie Jogjakarta, Indonesië. Sendangsari telt 8562 inwoners (volkstelling 2010).